# Rodrigo de Paul
Rodrigo Javier De Paul (pronunție în spaniolă [roˈðɾiɣo ðe pol]; n. 24 mai 1994, Sarandí⁠(d), Buenos Aires, Argentina) este un fotbalist argentinian și italian, care joacă pe post de mijlocaș lateral la Inter Miami în Major League Soccer, împrumutat de la Atlético Madrid. Pe plan internațional, are prezențe la națională pentru Argentina.

## Carieră

### Racing Club
Născut în Sarandí, Greater Buenos Aires, De Paul s-a alăturat echipei de tineret a lui Racing Club în 2002, la vârsta de opt ani.  A fost convocat în echipa principală pe 24 iunie 2012, pe când era încă junior, pentru un meci împotriva lui Vélez Sarsfield, dar a rămas pe banca de rezerve în înfrângerea cu 1–2 acasă.
Pe 10 februarie 2013, De Paul a jucat primul său meci ca profesionist, înlocuindu-l pe Mauro Camoranesi în minutul 86 al unei înfrângeri cu 0-3 cu Atlético de Rafaela.  A marcat primul său gol o lună mai târziu, înscriind ultimul gol printr-un șut de la distanță într-o victorie cu 3-0 împotriva lui San Martín de San Juan. 
De Paul a apărut în 19 meciuri în timpul sezonului 2012-2013. Apoi a jucat un rol cheie în 2013–14, participând în 35 de meciuri și marcând de patru ori.

### Valencia
La 9 mai 2014, a fost anunțat că Valencia CF a fost de acord cu Racing cu o afacere de 6,5 milioane de euro pentru De Paul.  A semnat un contract de cinci ani cu Los Che pe 6 iunie  și și-a făcut debutul în La Liga pe 23 august sub conducerea antrenorului Nuno Espírito Santo, înlocuindu-l pe Paco Alcácer în minutul 65 într-o remiză 1-1 în deplasare împotriva lui Sevilla FC, dar a fost eliminat doar un minut mai târziu după un fault asupra lui Aleix Vidal. 
A marcat primul său gol pe 4 decembrie 2014 în victoria cu 2-1 împotriva lui Rayo Vallecano în Copa del Rey.  A urmat acest lucru cu primul său gol în La Liga pe 9 aprilie 2015 împotriva lui Athletic Bilbao , realizând 29 de apariții în toate competițiile în timpul primului său sezon la club.
A făcut 14 apariții în toate competițiile în prima jumătate a sezonului 2015-16, inclusiv două în Liga Campionilor. Pe 4 februarie 2016, a fost împrumutat de antrenorul de atunci al Valencia, Gary Neville, fostei sale echipe Racing Club.  A marcat primul și singurul său gol într-o victorie împotriva lui Bolívar pe 24 februarie în Copa Libertadores. 

### Udinese
Pe 20 iulie 2016, De Paul a fost transferat la clubul italian Udinese din Serie A.  Și-a făcut debutul pe 20 august 2016 împotriva lui AS Roma într-o înfrângere cu 4-0. A marcat primul său gol pentru club pe 29 ianuarie 2017 împotriva lui AC Milan într-o victorie cu 2-1. 
A început sezonul 2018-19 cu patru goluri în primele șase meciuri ale sezonului Serie A.  A terminat sezonul ca cel mai bun marcator al lui Udinese, cu nouă goluri în sezonul 2018–19 și, de asemenea, nouă pase decisive. 
Pe 15 octombrie 2019, De Paul a semnat un nou contract pe cinci ani cu Udinese.  A marcat șapte goluri și a reușit șase pase decisive pentru Udinese în sezonul 2019-20. 
De Paul a devenit căpitanul clubului în decembrie 2020, în locul lui Kevin Lasagna. 

### Atletico Madrid
Pe 12 iulie 2021, De Paul a semnat un contract pe cinci ani cu Atlético Madrid . S-a alăturat noului său club la doar câteva zile după ce a câștigat Copa América cu Argentina.  Pe 7 decembrie 2021, a marcat primul său gol pentru club într-o victorie cu 3-1 în deplasare împotriva lui FC Porto în ultimul meci din faza grupelor a Ligii Campionilor 2021-22.

### Inter Miami
Pe 22 iulie 2025, De Paul s-a alăturat clubului Inter Miami din Major League Soccer cu un împrumut inițial pe șase luni de la Atlético Madrid, cu o clauză obligatorie de cumpărare în valoare de 15 milioane de euro plus potențiale bonusuri. Se așteaptă ca el să semneze un contract pe patru ani până în 2029, odată ce transferul devine permanent. Sosirea lui De Paul continuă recrutarea de jucători argentinieni de către Inter Miami, alăturându-se coechipierului său internațional Lionel Messi.

## Carieră internațională
De Paul și-a făcut debutul cu naționala de seniori a Argentinei într-o victorie cu 4-0 împotriva Irakului pe 11 octombrie 2018,  și mai târziu a devenit obișnuit sub managerul Lionel Scaloni; a făcut parte din lotul Argentinei care a terminat pe locul al treilea la Copa América 2019 după ce a învins Chile cu 2–1 în meciul pentru locul trei. 
Pe 3 iulie 2021, De Paul a marcat primul gol într-o victorie cu 3-0 împotriva Ecuadorului în sferturile de finală ale Cupei Americii 2021 din Brazilia.  În finala turneului împotriva Braziliei, pasa lungă a lui De Paul l-a făcut pe Ángel Di María să marcheze singurul gol al meciului, permițând Argentinei să cucerească cel de-al 15-lea titlu de Copa América și primul lor titlu internațional important din 2008.  

## Statistici carieră
La 23 iunie 2025.
| Club              | Sezon         | Campionat                  | Campionat | Campionat | Cupa    | Cupa   | Continental | Continental | Alte competiții | Alte competiții | Total   | Total  |
| Club              | Sezon         | Divizie                    | Meciuri   | Goluri    | Meciuri | Goluri | Meciuri     | Goluri      | Meciuri         | Goluri          | Meciuri | Goluri |
| ----------------- | ------------- | -------------------------- | --------- | --------- | ------- | ------ | ----------- | ----------- | --------------- | --------------- | ------- | ------ |
| Racing            | 2012–13       | Argentine Primera División | 19        | 2         | 1       | 0      | 0           | 0           | —               | —               | 20      | 2      |
| Racing            | 2013–14       | Argentine Primera División | 35        | 4         | 0       | 0      | 2           | 0           | —               | —               | 37      | 4      |
| Racing            | Total         | Total                      | 54        | 6         | 1       | 0      | 2           | 0           | —               | —               | 57      | 6      |
| Valencia          | 2014–15       | La Liga                    | 25        | 1         | 4       | 1      | —           | —           | —               | —               | 29      | 2      |
| Valencia          | 2015–16       | La Liga                    | 9         | 0         | 3       | 0      | 3           | 0           | —               | —               | 15      | 0      |
| Valencia          | Total         | Total                      | 34        | 1         | 7       | 1      | 3           | 0           | —               | —               | 44      | 2      |
| Racing (împrumut) | 2016          | Argentine Primera División | 11        | 0         | 1       | 0      | 3           | 1           | —               | —               | 15      | 1      |
| Udinese           | 2016–17       | Serie A                    | 34        | 4         | 1       | 1      | —           | —           | —               | —               | 35      | 5      |
| Udinese           | 2017–18       | Serie A                    | 37        | 4         | 2       | 0      | —           | —           | —               | —               | 39      | 4      |
| Udinese           | 2018–19       | Serie A                    | 36        | 9         | 1       | 0      | —           | —           | —               | —               | 37      | 9      |
| Udinese           | 2019–20       | Serie A                    | 34        | 7         | 1       | 0      | —           | —           | —               | —               | 35      | 7      |
| Udinese           | 2020–21       | Serie A                    | 36        | 9         | 2       | 0      | —           | —           | —               | —               | 38      | 9      |
| Udinese           | Total         | Total                      | 177       | 33        | 7       | 1      | —           | —           | —               | —               | 184     | 34     |
| Atlético Madrid   | 2021–22       | La Liga                    | 36        | 3         | 2       | 0      | 9           | 1           | 1               | 0               | 48      | 4      |
| Atlético Madrid   | 2022–23       | La Liga                    | 30        | 2         | 3       | 0      | 5           | 1           | —               | —               | 38      | 3      |
| Atlético Madrid   | 2023–24       | La Liga                    | 34        | 3         | 5       | 0      | 8           | 1           | 1               | 0               | 48      | 4      |
| Atlético Madrid   | 2024–25       | La Liga                    | 34        | 3         | 6       | 0      | 10          | 0           | 3               | 0               | 53      | 3      |
| Atlético Madrid   | Total         | Total                      | 134       | 11        | 16      | 0      | 32          | 3           | 5               | 0               | 187     | 14     |
| Total carieră     | Total carieră | Total carieră              | 410       | 51        | 32      | 2      | 40          | 4           | 5               | 0               | 487     | 57     |

1. ↑  Include Copa Argentina, Copa del Rey, Coppa Italia
2. ↑  Apariții în Copa Sudamericana
3. 1 2 3 4 5  Apariții în UEFA Champions League
4. ↑  Apariții în Copa Libertadores
5. 1 2  Apariție în Supercopa de España
6. ↑  Apariții în FIFA Club World Cup

## Palmares
Argentina
- Copa America : 2021 [29]
- CONMEBOL – Cupa Campionilor UEFA : 2022 [32]

Individual
- Echipa turneului Copa America: 2021 [33]